# Artur Grigoryan
Artur Razmikovich Grigoryan (armenisch Արթուր Ռազմիկի Գրիգորյան Artur Rasmiki Grigorjan, russisch Артур Размикович Григорян Artur Rasmikowitsch Grigorjan, englisch Artur Grigorian; * 20. Oktober 1967 in Taschkent, Usbekische SSR, Sowjetunion) ist ein ehemaliger usbekischer Profiboxer armenischer Herkunft und aktueller Boxtrainer. Er war von April 1996 bis Januar 2004 Weltmeister der World Boxing Organization (WBO) im Leichtgewicht.

## Amateurkarriere
Grigoryan gewann 1990 Gold bei den Goodwill Games in Seattle, nachdem er unter anderem Shane Mosley und Julio González besiegt hatte. Bei der Weltmeisterschaft 1991 in Sydney kam er mit Siegen unter anderem gegen Julio González, Hong Sung-sik und Justin Rowsell bis in das Finale, wo er gegen Marco Rudolph unterlag.
Als Vize-Weltmeister war er für die Olympischen Spiele 1992 in Barcelona qualifiziert, wo er für das Vereinte Team, der gemeinsamen Mannschaft der Länder der Gemeinschaft Unabhängiger Staaten (GUS) und Georgiens, an den Start ging. Nach einem Sieg gegen den Spanier Óscar Palomino, verlor er im Achtelfinale gegen den Südkoreaner Hong Sung-sik und erreichte einen neunten Platz.
Bei der Weltmeisterschaft 1993 in Tampere schied er im Achtelfinale des Halbweltergewichts gegen Nordine Mouchi aus, gewann jedoch noch im März 1994 im Leichtgewicht den Chemiepokal in Halle (Saale), wobei er unter anderem Siege gegen Jacek Bielski, Heiko Hinz und Leonard Doroftei erzielte.

## Profikarriere
Grigoryan wurde 1994 Profi bei Universum Box-Promotion, sein Trainer war Fritz Sdunek.
Er gewann 18 Kämpfe in Folge, wurde im Juli 1994 Internationaler Deutscher Meister (BDB) und im April 1995 Interkontinentaler Meister (WBO) im Leichtgewicht.
Am 13. April 1996 gewann er in der Sporthalle Wandsbek durch K. o. in der zwölften Runde gegen Antonio Rivera und wurde WBO-Weltmeister im Leichtgewicht. Er gewann im Anschluss 17 Titelverteidigungen, darunter gegen Raúl Horacio Balbi, Marco Rudolph, Giorgio Campanella und Stefano Zoff.
Im Januar 2003 kam es in seiner 17. Titelverteidigung zu einem der umstrittensten Kämpfe der jüngeren deutschen Boxsportgeschichte, als Grigoryan in Essen gegen den abermals vollkommen unbekannten Polen Matt Zegan der Sieg zugesprochen wurde. Promoter Kohl meinte: „Das ist mir so unangenehm. Der Artur hat auf keinen Fall gewonnen. Es bleibt ein fader Beigeschmack.“ Die Webseite von Universum vermeldete: „In der Tat schien der 35-jährige Grigoryan gegen seinen neun Jahre jüngeren Herausforderer über weite Strecken des Kampfes kein Rezept zu finden. Zegan marschierte durch die Schläge des Weltmeisters hindurch, trieb Grigoryan mit druckvollen Angriffen vor sich her, und landete eine Vielzahl präziser Treffer. [...] Angetrieben vom Mut der Verzweiflung erhöhte Grigoryan in den letzten Runden das Tempo und versuchte immer wieder K.o.-Treffer zu landen, während er sich wiederholt das Blut aus den Augen wischen musste, um sein Ziel wieder erkennen zu können. Doch Zegan, der triumphierend die Arme hob als Grigoryan in Runde elf seinen Mundschutz verlor, marschierte bis zum Ende des Kampfes vorwärts und wirkte mit seinen 26 Jahren frischer und unverbrauchter.“
Die Hauszeitung des in Hamburg wohnenden Grigoryan, das Hamburger Abendblatt, meinte: „Arthur Ellensohn und Joachim Jacobsen sahen ‚König Artur‘ in seiner 17. Titelverteidigung gegen den Polen Matt Zegan am Sonnabend in der Essener Grugahalle als klaren Sieger. Diese Einschätzung hatten sie exklusiv. Selbst die größten Grigoryan-Anhänger hatten bestenfalls auf ein Unentschieden gehofft.“ Die taz wertete: „Eigentlich hatte der Pole Matt Zegan den WM-Kampf gegen den in Hamburg lebenden Titelverteidiger Artur Grigoryan gewonnen und doch wurde er zum Verlierer erklärt. Der gestrige Boxabend [...] war durch das offensichtliche Fehlurteil im Leichtgewichts-Titelduell nach Version der World Boxing Organization (WBO) getrübt worden.“
„Ich fühle mich betrogen. Grigoryan und Universum sind für mich Betrüger“, sagte Zegan nach dem Kampf. „Zwei Monate habe ich entbehren müssen, meine Familie, mein Kind – alles für das eine Ziel. Dieses Urteil verstehe ich nicht.“
„Ich gebe ihm Revanche“, sagte der Usbeke nach dem Kampf. Noch einmal Kohl: „Das Urteil ist unangenehm. Jetzt wird wieder gemutmaßt, wir würden die Kämpfe verschieben“, sagte der Universum-Boss, der dem hemmungslos weinenden Zegan sofort eine Revanche anbot. „Wir kommen auch nach Polen. Wir haben etwas geradezurücken.“
Doch zu dem versprochenen Rückkampf kam es nie. In seiner 18. Titelverteidigung am 3. Januar 2004 verlor er dann einstimmig nach Punkten gegen Acelino Freitas und erlitt im Kampfverlauf vier Niederschläge. Nach einem weiteren Kampf im September 2004 beendete er seine Karriere.
Einen letzten Kampf bestritt er am 24. Februar 2009 und siegte gegen Kirkor Kirkorow.

## Trainer
Nach dem Ende seiner Boxkarriere im 2004 wurde er bei Universum zunächst Assistent von Trainer Sdunek und blieb bis zur Insolvenz des Boxstalls im Jahr 2012 dort tätig. Gregoryan betreute als Cheftrainer neben anderen den Schwergewichtler Ruslan Chagayev und Jack Culcay-Keth. Er arbeitete später als Trainer beim Boxstall ITS. Bei der Wiederbelebung des Universum-Boxstalls wurde er Cheftrainer, den neuen Geschäftsführer Ismail Özen hatte er einst ebenfalls als Trainer betreut.

## Privatleben
Der vierfache Vater geriet 2002 in finanzielle Schwierigkeiten, unter anderem weil er große Geldsummen durch Immobiliengeschäfte verlor.